# ایمیرژن کورپوریشن
ایمیرژن کورپوریشن (انگلیسی: Immersion Corporation) شرکت فناوری اطلاعات آمریکایی است، که در سال ۱۹۹۳ تأسیس شد.